# Per Brahegymnasiets gymnastikhus
Per Brahegymnasiets gymnastikhus uppfördes 1878–1881 som en sidobyggnad till dåvarande Högre allmänna läroverket för gossar i Jönköping, numera Jönköpings rådhus. Läroverksbyggnaden ersattes av en ny läroverksbyggnad 1913, nuvarande Per Brahegymnasiet, som uppfördes alldeles intill Gymnastikbyggnaden.
Byggnaden ligger mellan Residensgatan och Vallgatan och har sin huvudfasad söderut mot Per Brahegymnasiets skolgård.
Gymnastikhuset ritades av Johan Fredrik Åbom i italiensk renässansstil och togs i bruk 1881. Det inrymde förutom gymnastiksal också lärosalar för läroverket. Byggnaden är uppförd i tegel i två våningar med flackt valmat tak. Fasaderna har gulmålad puts med ljusgrå pilastrar och andra detaljer.
Innan Jönköpings idrottshus togs i bruk 1939, användes gymnastiksalen som stadens handbollshall. 

## Att läsa vidare
- Inga Lena Ångström-Grandien: Gymnastikens glömda rum – 1800-talets gymnastikhus, Överintendentsämbetet och Johan Fredrik Åboms gymnastikhus i Jönköping, i Idrott, historia och samhälle, 2004, ISSN 0280-2775, sidorna 66-95